# Simon Gindikin
Simon Grigorevich Gindikin (russe : Семён Григорьевич Гиндикин ; né le 7 décembre 1937 à Moscou, en Russie) est un mathématicien de l'université Rutgers qui a introduit la formule de Gindikin-Karpelevich pour la fonction c de Harish-Chandra.

## Ouvrages
- S. G. Gindikin et F. I. Karpelevich, Plancherel measure for symmetric Riemannian spaces of non-positive curvature, vol. 3, 1962, 962–965 p. (ISSN 0002-3264, MR 0150239)
- S. G. Gindikin et F. I. Karpelevich, Twelve Papers on Functional Analysis and Geometry, vol. 85, coll. « American Mathematical Society translations », 1969 (1re éd. 1966), 249–258 p. (ISBN 978-0-8218-1785-8, MR 0222219), « On an integral associated with Riemannian symmetric spaces of non-positive curvature »
- Simon Gindikin, Tales of mathematicians and physicists, Berlin, New York, Springer-Verlag, 2007, 2e éd. (1re éd. 1981) (ISBN 978-0-387-36026-3, DOI 10.1007/978-0-387-48811-0, MR 0652688, lire en ligne)